# Saloma panameña
La saloma panameña es una emisión vocal o cultural propia de los campesinos del interior de Panamá. Dicha modulación proviene de las cuerdas vocales que va desde un grito rudimentario de alta sonoridad hasta la emisión de un sonido uniforme que conforma una melodía musical.
Es una expresión de origen indígena que forma parte de la identidad panameña, teniendo como característica fundamental el ser una emisión autónoma que no requiere acompañamiento musical, sin embargo ha sido incorporada a la  música folclórica y Música típica popular panameña, como sello de su impronta campesina.

## Origen
Según escritos que datan de la Conquista de América, que un grupo de soldados españoles, después de haber sostenido un combate con indígenas, deambularon por la selva de la actual Panamá, por las riberas de un río, malheridos, con hambre y exhaustos. De repente tal cual como plasma la narración, vieron venir río abajo una canoa con un grupo de indígenas que los socorrió; les curaron las heridas y les dieron alimentos. Los cronistas anotaron esta expresión: "Los indios venían salomando", Quizás les pareció la saloma indígena a la de los marineros europeos. Sin embargo, la saloma panameña nada tiene que ver con la concepción europea, Los Ngabe nación indígena del occidente del país guardan en su idioma un término especial para la saloma: "nogonengo", dándonos a entender que ya era conocida por ellos antes de cualquier contacto español.[cita requerida]

## Características y usos
Manuel F. Zárate, en su obra "Tambor y socavón" explica que es una emisión vocal-gutural, que según las variantes tiene, desde un rudimento sonoro hasta una unidad melódica completa; desde el grito o alarido franco hasta un remedo de lo que podría llamarse coloratura; que combina la voz natural con la del falsete y que usa como texto, la simple vocalización o la estancia poética".
Zárate explica igualmente que la saloma es una expresión "autónoma", es decir, que "no requiere acompañamiento instrumental". Sin embargo, los campesinos interioranos intercalan coplas con saloma. La saloma intercala comúnmente con el canto de tamborito, la cumbia foclórica, mejorana, décimas y en el típico o pindín contemporáneo que se detalla a continuación: 
- En la Cumbia se encuentra en el segmento intermedio de su estructura que corresponde al "B-C", que corresponde a un "moderato".

- En el tamborito reemplaza el estribillo de la cantalante.

- En la Mejorana la saloma va al inicio antes de la descarga poética del ejecutante como recurso estético y forma de medir el tono en que va a cantar sus versos.

- En el típico o pindin contemporáneo generalmente una mujer la ejecuta en acompañamiento del acordeón, más que todo para rellenar la ausencia de la voz del cantante principal en el transcurso de la canción.

Manuel F. Zárate y su esposa Dora Pérez de Zárate describen la saloma en su obra "La décima y la copla en Panamá" como un conjunto vocal que ofrece la nota de una queja honda a veces o de una expresión de ternura muy particular. Así mismo describen los escenarios de la vida cotidiana donde se desarrolla, normalmente en el trabajo, mientras se ordeña, se conducen ganados, se muele la caña por la madrugada o cuando se regresa, al anochecer, del trabajo cotidiano.
Podría decirse que existe un subtipo de saloma denominado "El arrucao o los arrucaos" que se dan en forma de gritos. Lo practican los campesinos alternando una voz sola y un coro de tres seis voces, esto se da en una especie de competencia en demostrar cual de los participantes es mejor en la gritería. Los dotes con que debe contar la garganta para la emisión de esos gritos hacen que los “gritaores” o “gritones” sean ampliamente respetados en las comunidades interioranas.